# Dječji križarski rat
Dječji križarski rat je naziv za pohod francuskih i njemačkih dječaka koji su pošli oslobađati Kristov grob 1212. godine. Tradicionalna naracija se spaja s više stvarnih činjeničnih i mitskih događaja tog razdoblja, uključujući vizije francuskog ili njemačkog dječaka, pohod djece prema južnoj Italiji, pokušaj oslobođenja Svete Zemlje te prodaju djece u ropstvo. Postoji nekoliko kontradiktornih izvještaja o događaju, a činjenice su i dalje predmet debate među povjesničarima.

## Dugo prevladavajuće mišljenje
Prema dugo prevladavajućem shvaćanju, radi se o jednoj od nekoliko verzija događaja sa sličnom tematikom. Ili u Francuskoj ili u Njemačkoj, izvjesni dječak počeo je propovijedati tvrdeći da ga je posjetio Isus i naložio mu da predvodi sljedeći križarski rat. Nizom navodnih proročanstava i čuda pridobio je značajno mnoštvo sljedbenika, uključujući možda čak i 20000 djece. Poveo je svoje sljedbenike na jug prema Sredozemnom Moru, gdje je, smatra se, vjerovao da će se more rastvoriti kad dođe, kako bi on i njegovi sljedbenici mogli nastaviti pohod prema Jeruzalemu. No rastvaranje mora se nije dogodilo. Dva trgovca ponudila su prijevoz za onoliko djece koliko je moglo stati na sedam brodova. Djeca su tada bila ili odvezena u Tunis i prodana u roblje, ili su poginula u brodolomu. Prema nekim izvještajima, djeca nikad nisu ni došla do mora, umrijevši ranije ili odustavši od pohoda zbog gladi i iscrpljenosti. Znanost je, međutim, pokazala da je ovo dugo prevladavajuće shvaćanje više legenda nego činjenica.

## Moderna istraživanja
Prema novijim istraživanjima, čini se da su se dogodila dva pokreta tijekom 1212.: u Francuskoj i u Njemačkoj. Sličnosti dvaju spomenutih događaja potakle su kasnije kroničare da ih spoje u jednu jedinstvenu priču.
U prvom događaju, Nikolas, njemački pastir, predvodio je u rano proljeće 1212. jednu skupinu kroz Alpe u Italiju. Oko 7000 ljudi pristiglo je u Genovu kasno u kolovozu. No njihovi planovi izjalovili su se kad se voda nije razdvojila kako im je bilo obećano i družina se raspala. Neki su se vratili kući, neki su možda otišli u Rim, a ostali su možda otputovali niz Rhonu u Marseilles gdje su vjerojatno bili prodani u roblje. Malo ih se vratilo kućama, a niti jedan nije stigao u Svetu Zemlju.
Drugi pokret predvodio je "dječak pastir" imenom Stephen de Cloyes nedaleko od sela Chateaudin, koji je u lipnju ustvrdio da je dobio pismo od Isusa za francuskog kralja. Privukavši mnoštvo od preko 30000 sljedbenika, zaputio se u Saint-Denis gdje je viđen kako izvodi čuda. Po zapovijedi Filipa II, prema savjetu Sveučilišta u Parizu, masa je poslana kućama i većina se razišla. Niti jedan onodobni izvor ne spominje planove mnoštva na put prema Jeruzalemu.
Kasniji kroničari spojili su ove događaje. Nedavna istraživanja sugeriraju da sudionici nisu bili djeca, barem ne osobito mlada djeca. U ranim 1200-tima, družine lutajuće sirotinje počele su se pojavljivati diljem Europe. Ti ljudi bili su pokrenuti ekonomskim promjenama onoga vremena, koje su prisilile mnoge seljake u sjevernoj Francuskoj i Njemačkoj da prodaju zemlju. Ove skupine nazivalo se, na snishodljiv način, imenom pueri (lat. dječaci), slično kao što se ljude u ruralnim područjima Sjedinjenih Američkih država i danas naziva "country boys" ("seoski momci"). Godine 1212., mladi francuski puer imenom Stjepan i njemački puer imenom Nikolas nezavisno su ustvrdili da su imali slična viđenja Isusa. To je rezultirao stvaranjem grupa lutajućih siromaha, ujedinjenih u vjerski protestni pokret koji je ovo prisilno lutanje pretvorio u vjersko putovanje. Pueri su marširali, slijedeći križ i poistovjećujući svoje putovanje s Isusovim biblijskim putovanjima. Ovo lutanje, međutim, nije bilo nikakav uvod u sveti rat.
Tridesetak godina kasnije, kroničari su pročitali izvještaje o ovim pohodima i preveli "pueri" kao "djeca", bez da su razumjeli upotrebu riječi. Tako je rođen Dječji križarski pohod. Rezultirajuća priča oslikava koliko je uvriježen bio koncept križarstva u mentalitetu ljudi onog vremena - kroničari su naprosto zaključili da su PUERI morali biti križari, vraćajući se u svojoj nevinosti temeljima križarstva karakterističnim za Petra Hermita i skončavši na isti tragični način.
Prema Matthewu Parisu, jedan od vođa "Dječjeg križarskog pohoda" postao je "Le Maitre de Hongrie", vođa Pastirskog križarskog pohoda 1251. godine.

## U umjetnosti
Gabriel Pierne: La Croisade des Enfants (1902.), rijetko izvođeno remek-djelo s dječjim zborom, temeljeno na događajima iz Dječjeg križarkog pohoda.
Gian Carlo Menotti: opera Smrt biskupa Brindizija (1963.) opisuje sjećanja umirućeg biskupa, mučenog osjećajem krivnje, vezana uz Dječji križarski pohod, tijekom čega on preispituje svrhu i ograničenja svoje vlastite moći.
Klaonica pet (1969.), roman Kurta Vonneguta, referencira ovaj događaj i koristi ga kao svoj alternativni naslov
Križarski pohod u jeansu (1973., nizozemski Kruistocht in spijkerbroek), novela nizozemske autorice Thea Beckman o Dječjem križarskom pohodu viđenom očima vremenskog putnika.
Lionheart (1987.), slabo poznat povijesno-fantastični film, labavo zasnovan na pričama o Dječjem križarskom pohodu.